# Daniel M. Neumark
 Daniel Milton Neumark (* 1955) ist ein US-amerikanischer Chemiker (Physikalische Chemie).
Neumark studierte an der Harvard University mit dem Bachelor- und Masterabschluss 1977 und wurde 1984 an der University of California, Berkeley, in physikalischer Chemie promoviert. Als Post-Doktorand war er 1984 bis 1986 am Joint Institute for Laboratory Astrophysics der University of Colorado.  Er ist Professor in Berkeley. 1999 war er Miller Professor in Berkeley. 2000 bis 2010 war er Abteilungsleiter Chemie am Lawrence Berkeley National Laboratory. 2010 bis 2014 stand er der Abteilung Chemie in Berkeley vor.
Er befasst sich mit molekularer Struktur und Dynamik. Zum Beispiel erstellt er mit seinem Labor Karten der Potentialfläche für unimolekulare und bimolekulare chemische Reaktionen, forscht zur Cluster-Spektroskopie und -Dynamik, ultraschnelle Röntgenspektroskopie-Dynamik (Femto- und Attosekundenlaserpulse). In der Laudatio zum Meggers Award wurden seine Pionierbeiträge zur molekularen Spektroskopie transienter Natur, einschließlich Spektroskopie von Übergangszuständen durch Photodetachment, die Entwicklung der Anionenspektroskopie mit verschwindender kinetischer Energie der Elektronen und zeitaufgelöste Photoelektronen-Spektroskopie, hervorgehoben.
1987 erhielt er den Presidential Young Investigator Award und 1989 war er Sloan Research Fellow. Er ist Fellow der American Association for the Advancement of Science, der American Academy of Arts and Sciences (2000), der National Academy of Sciences (2015), der American Chemical Society (2011) und der American Physical Society (1993).  Er erhielt 2008 den Irving Langmuir Award, 2013 den Herbert-P.-Broida-Preis, 2005 den William F. Meggers Award in Spektroskopie der Optical Society, 1997 den Humboldt-Forschungspreis, 2008 den Irving Langmuir Award, 2013 den Chemical Dynamics Award der Royal Society of Chemistry, 2001 den Bomem-Michelson Award, 2009 die Herschbach Medal und 2018 den Bourke Award der Royal Society of Chemistry. Für 2019 erhielt er den Peter Debye Award.
2001 war er Chairman der ACS Division Physical Chemistry und 2007 für Chemical Physics der American Physical Society.